# Cefisodoto il Giovane

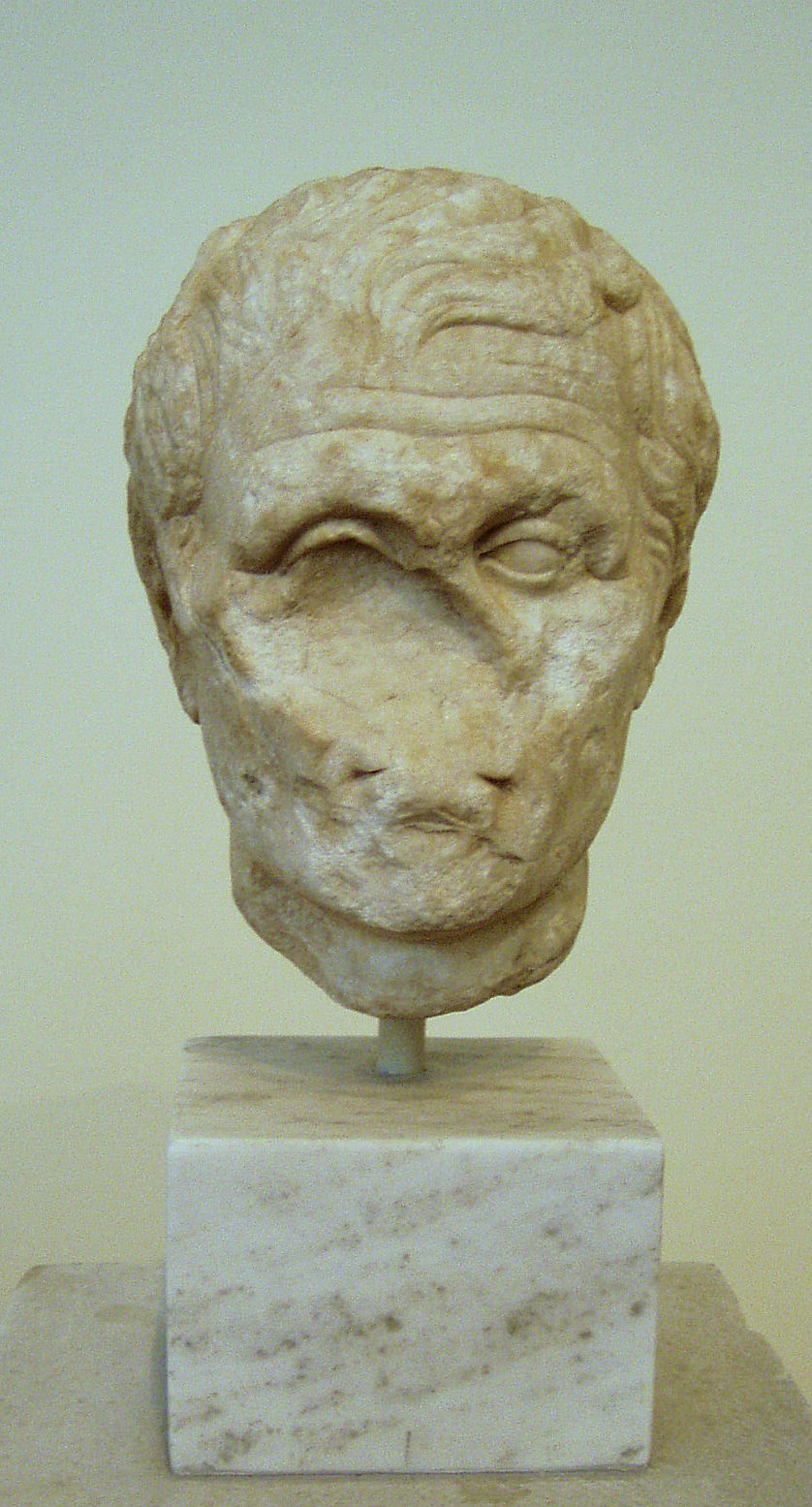
Testa di Menandro, copia di età romana della scultura scolpita da Cefisodoto in collaborazione con il fratello Timarco, Museo archeologico nazionale di Atene 3292.

Cefisodoto detto il Giovane, o Cefisodoto II (in greco antico: Κηφισόδοτος?, Kephisódotos; IV secolo a.C. – III secolo a.C.) è stato uno scultore greco antico attivo tra il 345 e il 290 a.C. circa.

## Biografia
Cefisodoto era figlio di Prassitele e nipote di Cefisodoto il Vecchio, fu erede quindi di una bottega e di una tradizione familiare ottimamente avviata; operò fra la seconda metà del IV secolo e i primi decenni del III secolo a.C. Una base recante la sua firma, proveniente dal santuario di Asclepio ad Atene, conserva nell'iscrizione anche il nome del sacerdote consentendo di datare al 344/3 a.C. la fase iniziale della sua attività e di porre ipoteticamente la sua nascita intorno al 360 a.C., con il periodo di massimo sviluppo, secondo Plinio, intorno al 296-293 a.C.

## Attività
Da testimonianze nella letteratura antica sappiamo come Cefisodoto lavorasse sia il marmo che il bronzo e si avvalesse della collaborazione del fratello Timarco. Si hanno notizie dell'attività della bottega dei figli di Prassitele a Megara, a Tebe, a Coo, a Eleusi, a Delfi e a Pergamo. Malgrado la quantità di basi firmate giunte sino a noi, le quali attestano la fervida attività dello scultore e della sua bottega, non ci sono rimaste sue opere originali; possediamo tuttavia alcune copie, create soprattutto in età romana, quali il ritratto del commediografo Menandro, visto da Pausania (I, 21, 1) nel teatro di Dioniso, e quello dell'oratore Licurgo di Atene e dei suoi figli, eseguito in legno dopo la morte dell'oratore, di cui si legge nello Pseudo-Plutarco Vite dei dieci oratori. Plinio per distinguere Cefisodoto I da Cefisodoto II sottolinea che quest'ultimo aveva eseguito ritratti di filosofi (Nat. hist., XXXIV, 87), e ricorda alcune sue opere che furono trasportate a Roma: una statua di Latona nel tempio di Apollo Palatino, una Afrodite nella collezione di Asinio Pollione, un Asclepio e una Artemide nel tempio di Giunone nel portico di Ottavia (Nat. hist., XXXVI, 24).